# Fiódor Burtsev
Fiódor Ivánovich Burtsev (en ruso: Фёдор Иванович Бурцев; Kazaki, Unión Soviética, 27 de junio de 1923 - Moscú, Rusia, 4 de mayo de 2003) fue un muy condecorado piloto de pruebas soviético del Instituto de Investigación de Vuelo del Ministerio de la Industria Aeronáutica. Recibió los títulos de Héroe de la Unión Soviética y Piloto de Pruebas Honorífico de la URSS por su carrera como piloto de pruebas, luego se desempeñó como director de la Escuela de Pilotos de Pruebas Fedotov de 1974 a 1988.

## Biografía

### Infancia y juventud
Fiódor Burtsev nació el 27 de junio de 1923 en el seno de una familia de clase trabajadora rusa, en la pequeña localidad rural (asentamiento) de Kazaki, situado en el raión de Yepifansky, gobernación de Tula en la RSFS de Rusia (ubicado en el territorio del moderno raión de Kímovsk del óblast de Tula en Rusia). En 1932 se mudó a Moscú, donde en 1940 se graduó del octavo grado de la escuela y en el club de vuelo local que lleva el nombre de Lenin (Leninsky).
En enero de 1941 se unió al Ejército Rojo. En noviembre de ese mismo año se graduó en la Escuela de Pilotos de Aviación Militar de Borisoglebsk y después de graduarse se desempeñó como instructor de vuelo en la escuela hasta marzo de 1942 y, posteriormente, hasta junio de 1943, trabajó como piloto instructor en el 2.º Regimiento de Aviación de Entrenamiento Independiente, con base en el Distrito Militar de Moscú. Más tarde fue enviado brevemente al frente de combate, donde realizó cincuenta y siete misiones de combate en el caza La-5, participó en diecisiete batallas aéreas y consiguió una única victoria aérea en solitario, después, entre septiembre y octubre de 1943, fue asignado al 32.º Regimiento de Aviación de Cazas de la Guardia y luego al 111.º Regimiento de Aviación de Cazas de Guardias puesto en el que permaneció hasta noviembre de ese mismo año.
Entre junio de 1943 y marzo de 1947 se desempeñó como piloto instructor en la Escuela de Oficiales Superiores de Combate Aéreo, aunque, a mediados de 1944, se fue brevemente para recibir entrenamiento de combate con la 322.º División de Aviación de Cazas. Luego, desde marzo de 1947 hasta mayo de 1948, trabajó como piloto instructor en el Centro Metodológico y de Entrenamiento de la Fuerza Aérea en Liúbertsi (óblast de Moscú), donde participó en las pruebas de los primeros cazas a reacción soviéticos los MiG-9 y Yak-15.

### Carrera como piloto de pruebas
En 1950 se graduó en la Escuela de Pilotos de Pruebas y entre mayo de 1950 y abril de 1980 trabajó como piloto de pruebas del Instituto de Investigación de Vuelo del Ministerio de la Industria Aeronáutica. De 1951 a 1952 participó en pruebas tripuladas del KS-1 Komet un misil aire-tierra tripulado, junto con los también pilotos de pruebas Amet-Jan Sultán, Serguéi Anójin y Vasili Pavlov por lo que cada uno recibió el Premio Stalin de 2.do grado en 1953. Después pasó a probar una amplia variedad de aviones de combate y en febrero de 1955 se convirtió en el primero en despegar en avión de combate experimental MiG I-370/I-1; luego realizó numerosas pruebas de aerodinámica en diferente aviones de combate como MiG-15, MiG-17, MiG-19, MiG-21, E-4, E-5 y E-6, además de pruebas del sistema de reabastecimiento de combustible en el MiG-15 y MiG-17 y pruebas de estabilidad en el MiG-15 a velocidad supersónica. También participó en pruebas de diferente prototipos de motores en los laboratorios voladores Tu-4LL y Tu-16LL, así como pruebas de un sistema de aproximación automática en un Il-18. Por su trabajo como piloto de pruebas, recibió una gran variedad de altos honores, incluidos los títulos de Piloto de Pruebas Honorífico de la URSS en 1964 y Héroe de la Unión Soviética en 1966.

### Vida posterior

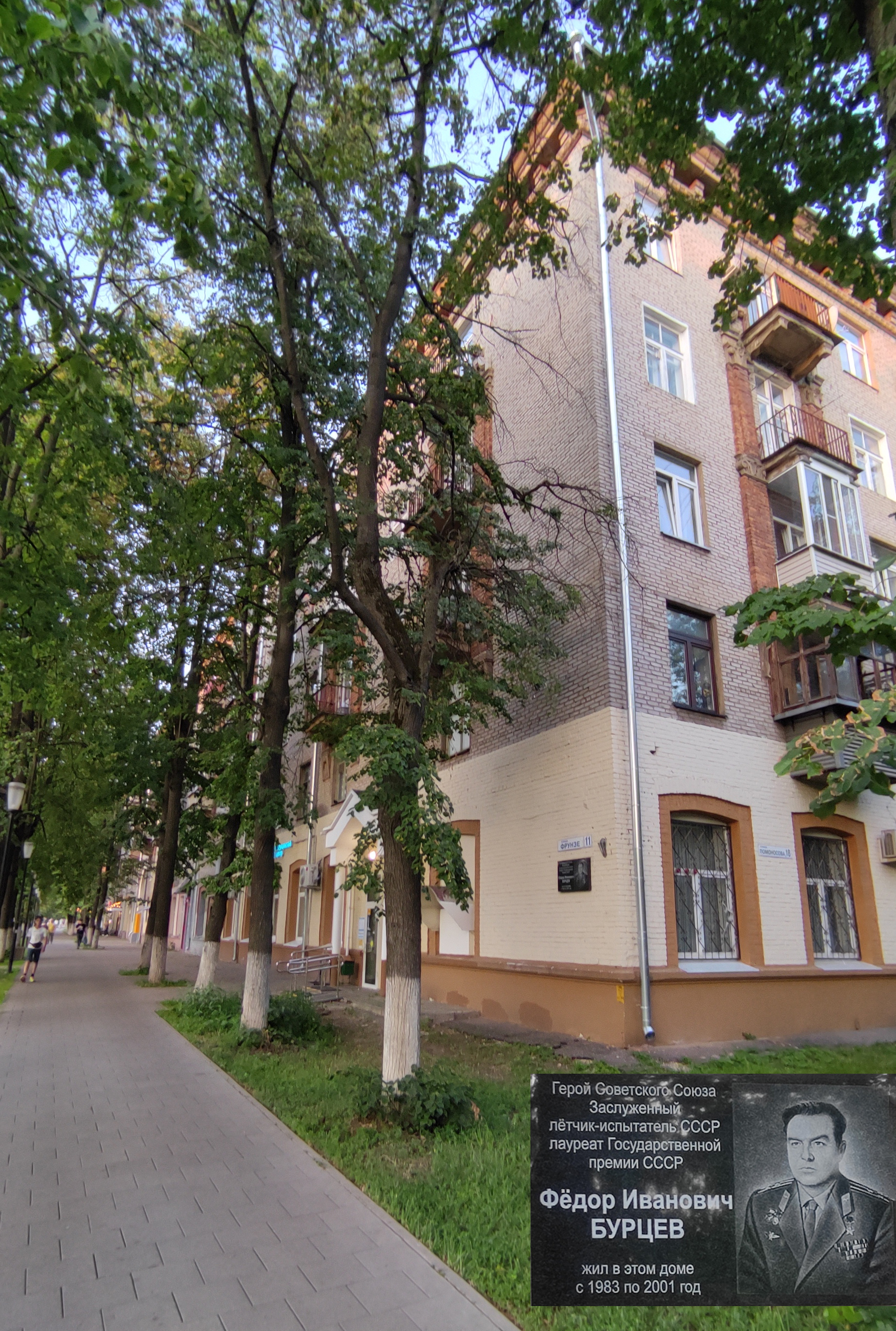
Placa conmemorativa de Fedor Burtsev en el edificio 11 de la calle Frunze en Zhukovski, Rusia

Después de una exitosa carrera como piloto de pruebas en el Instituto de Investigación de Vuelo, Burtsev se desempeñó como director de la Escuela de Pilotos de Pruebas Fedotov de 1974 a 1988, aunque oficialmente se retiró del servicio activo en la fuerza aérea en marzo de 1980 con el rango de coronel. Después de retirase vivió en la ciudad de Zhukovski (óblast de Moscú) hasta 2001 cuando se mudó a Moscú, donde murió el 2 de mayo de 2003 y fue enterrado en el cementerio de Danilovskoye.

## Condecoraciones
A lo largo de su dilatada carrera Fiódor Burtsev fue galardonado con las siguientes condecoraciones
- Héroe de la Unión Soviética (22 de julio de 1966)
- Orden de Lenin (22 de julio de 1966)
- Piloto de Pruebas Honorífico de la URSS (21 de agosto de 1964)
- Premio Stalin de 2.do grado (1953)
- Orden de la Revolución de Octubre (25 de marzo de 1974)
- Orden de la Bandera Roja, dos veces (20 de septiembre de 1947 y 3 de febrero de 1953)
- Orden de la Guerra Patria de 1.er grado (11 de marzo de 1985)
- Orden de la Estrella Roja, tres veces (10 de julio de 1944, 2 de agosto de 1944 y 30 de diciembre de 1956)
- Otras medallas conmemorativas